# Guettarda crispiflora
Guettarda crispiflora är en måreväxtart som beskrevs av Vahl. Guettarda crispiflora ingår i släktet Guettarda och familjen måreväxter.

## Underarter
Arten delas in i följande underarter:
- G. c. cobanensis
- G. c. crispiflora
- G. c. discolor
- G. c. poasana
- G. c. sabiceoides